# Zakład dla Nerwowo i Psychicznie Chorych Żydów Zofiówka

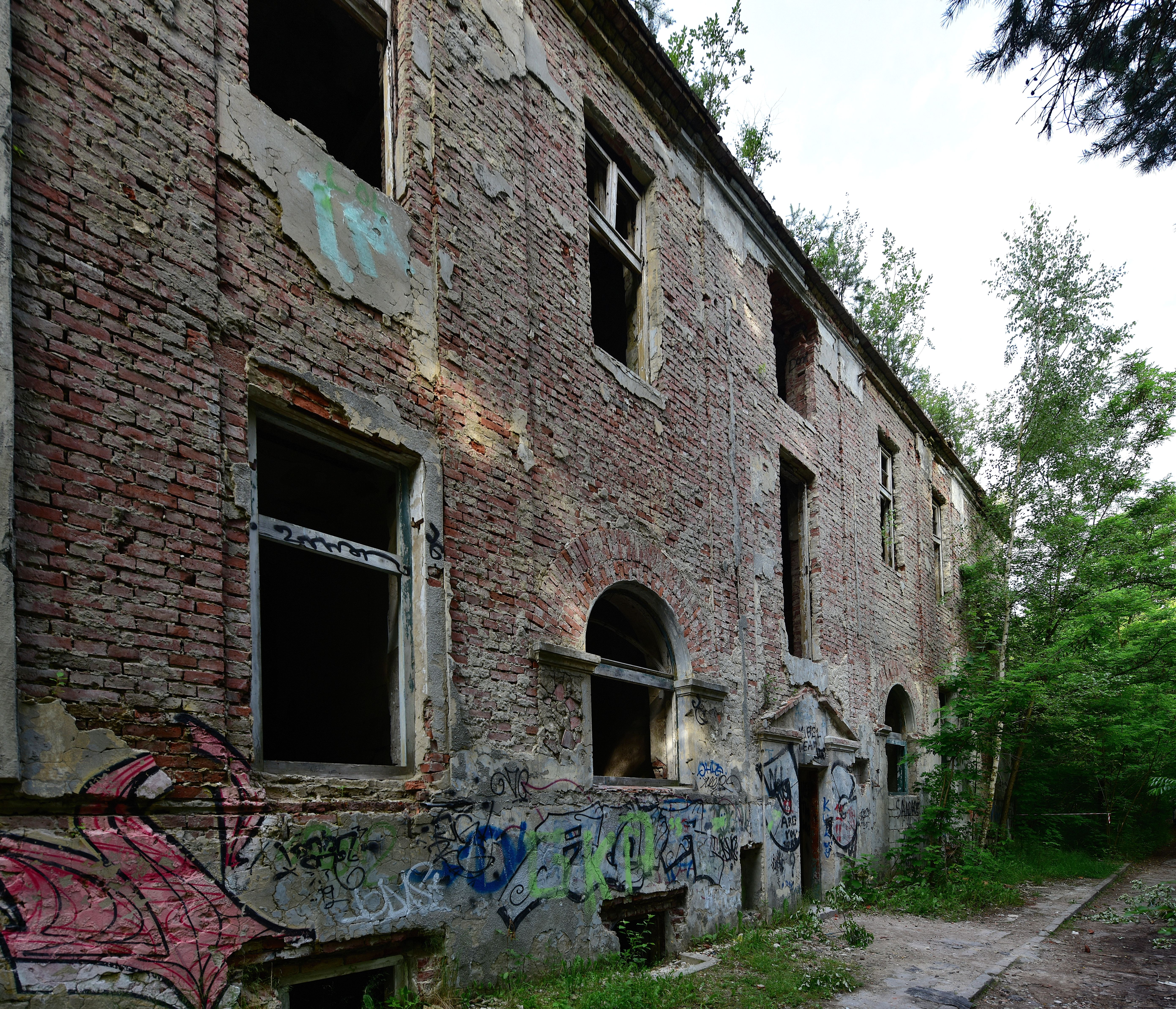
Inny budynek Zofiówki

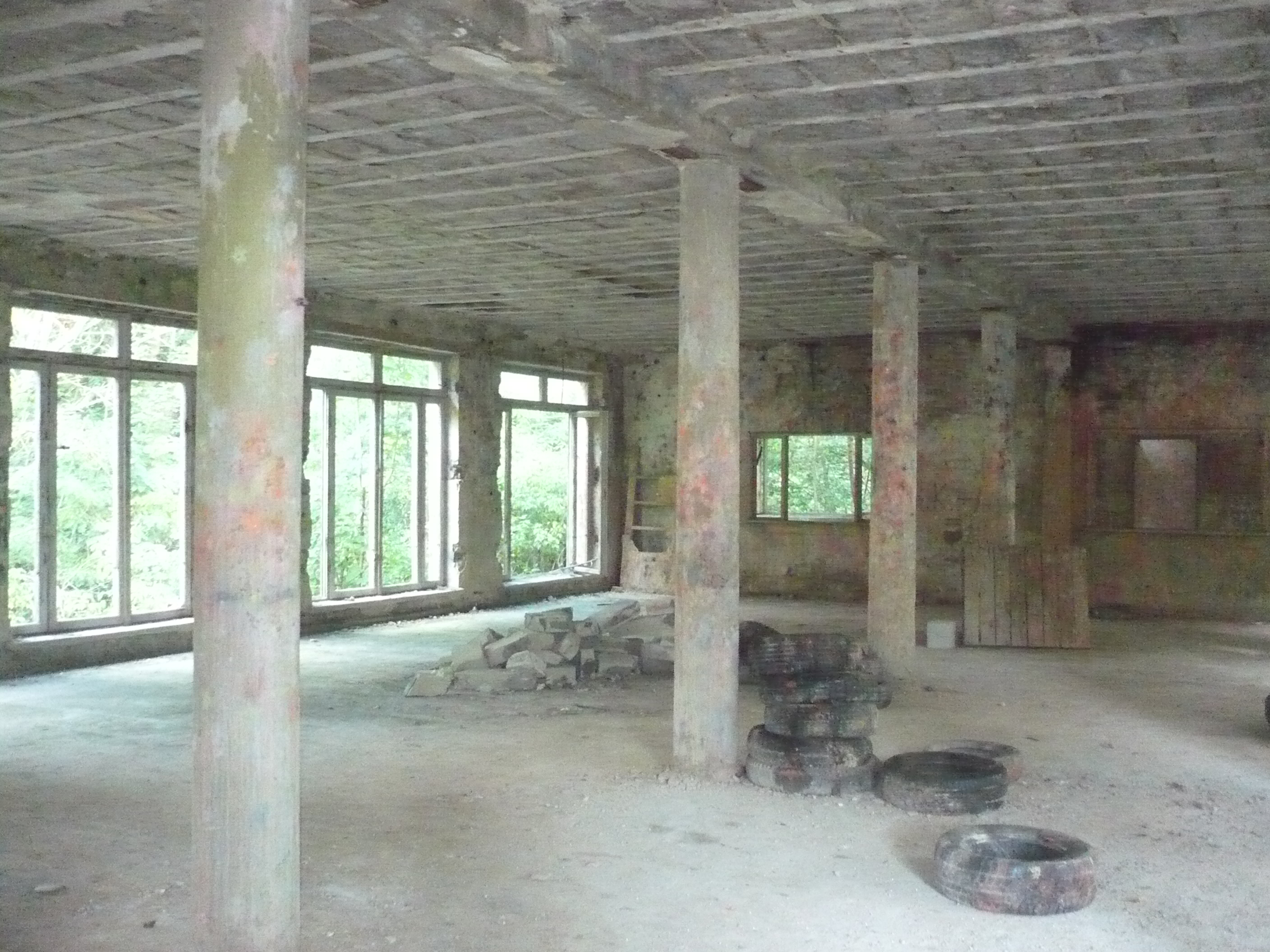
Wnętrze jednego z budynków

Zakład dla Nerwowo i Psychicznie Chorych Żydów „Zofiówka” – nieistniejący obecnie szpital i sanatorium w Otwocku.

## Historia
Szpital powstał z inicjatywy Towarzystwa Opieki nad Umysłowo i Nerwowo Chorymi Żydami. Początkowo znajdował się przy ulicy Wólczanskiej, następnie Jana Kochanowskiego. Trzydziestomorgowy teren kupiono za biżuterię ofiarowaną przez Zofię Endelmanową. Jego głównym organizatorem był Samuel Goldflam, który kierował szpitalem do 1926. Początkowo lecznica miała 95 łóżek.
W 1910 powstał kolejny pawilon, przeznaczony dla kobiet, a w 1926 dobudowano jeszcze jeden. W 1935 był to już duży zakład, na 275 łóżek. Do Zofiówki, zawdzięczającej swą nazwę imieniu fundatorki, trafiali niezamożni w większości Żydzi, których leczono bezpłatnie. Utrzymanie pewnej, niewielkiej liczby chorych, finansowały ich rodziny, lub gminy prowincji, z których pochodzili pacjenci. Leczenie schorzeń nerwowych i psychicznych w podobnych zakładach było wówczas nowością. W 1900 w Niemczech powstała pierwsza tego typu placówka w Europie – mieściła się w Zehlendorf pod Berlinem. W otwockim sanatorium stawiano na przywrócenie pacjentów społeczeństwu, a ważnym elementem terapii była praca.
Kolejnymi kierownikami szpitala byli Gotlib Kremer i Rafał Becker. W latach 30. było to największe sanatorium w Otwocku. W zakładzie wykorzystywano nową wówczas metodę uspołeczniania chorych przez pracę. W 1932 dyrektorem szpitala został psychiatra Jakub Frostig, a jego zastępcą był Izaak Frydman.
W czasie okupacji Zofiówka mieściła się na terenie getta „Kuracyjnego” w Otwocku. W 1940 panowały tam głód i straszne warunki. Zofiówka była pod zarządem nazistowskiego lekarza Josta Walbuma. Był to z rozkazu Niemców jedyny zakład dla umysłowo chorych Żydów na terenie Guberni. W 1941 znajdowało się tam 350 chorych. We wrześniu 1941 do szpitala trafili pacjenci krakowskiego Szpitala Specjalistycznego im. dr. Józefa Babińskiego. W czasie likwidacji getta w Otwocku od 19 sierpnia 1942 w szpitalu zamordowano około 110-140 osób; część rozstrzelano na miejscu, resztę wywieziono do Treblinki. Niemcy spędzili chorych i personel do pawilonu I „Zofiówki”. W czasie likwidacji szpitala część personelu była w stanie uciec karetką sanitarną do Warszawy. Wyjechał dr Stefan Miller z żoną, a samobójstwo popełnił dr Maślanko, dr Lewinówna, a także szef „Zofiówki” – dr Włodzimierz Kaufman, dr Dorota Lewi i kilkoro innych lekarzy.
W połowie 1943 w Zofiówce oraz w sanatorium „Brijus” powstał ośrodek w ramach akcji Lebensborn – niemieckiej instytucji opiekuńczo-charytatywnej do „odnowienia krwi niemieckiej” i „hodowli nordyckiej rasy nadludzi”. Ośrodek nazywał się „Lebensborn Ostland” Oba ośrodki zostały przejęte przez Niemców po likwidacji otwockiego getta w sierpniu 1942, miały pomieścić ok. 100 matek i 150 dzieci, stając się „wzorcowymi placówkami w Generalnym Gubernatorstwie prowadzonymi przez SS”. Urządzenia i wyposażenie dostarczono z ograbionego getta warszawskiego. Zakład zajmował się również germanizacją dzieci polskich i przystosowaniem ich do adopcji w rodzinach niemieckich.
Matka Juliana Tuwima – Adela Tuwim – po próbie samobójczej została umieszczona w Zofiówce, kiedy lekarzem naczelnym był jeszcze Piotr Frostig. Jako prywatna pacjentka Apolonii Rybak została przeniesiona poza getto do domu przy ul. Ceglanej, a następnie, po likwidacji getta, kryta w domu swej opiekunki przy ul. Reymonta 1 (obecnie 7). Została zabita w tym domu, a jej zwłoki zakopane na terenie posesji.
W Zofiówce mógł przebywać i zostać zamordowany w 1942 aktor Michał Znicz, jednak brak pewności co do miejsca i okoliczności jego śmierci.
Po wojnie, aż do połowy lat 80. leczono w Zofiówce gruźlicę. Sanatorium nosiło wówczas imię Stefana Okrzei (od 1956), przyjmowało z początku młodzież, a od 1968 – dorosłych. W 1985 szpital powrócił do pierwotnej nazwy i znów zaczęto leczyć tu schorzenia neuropsychiatryczne, ale pacjentami były głównie dzieci. Funkcjonował oddział dla dzieci z zaburzeniami neuropsychiatrycznymi, dla młodzieży uzależnionej od środków odurzających i dla dorosłych chorych psychicznie. Obecnie obiekt jest zdewastowany. O uznanie swojego prawa do udziału w nieruchomości stara się przed sądem gmina żydowska.